# La contadina in corte
La contadina in corte és una òpera en tres actes composta per Giacomo Rust sobre un llibret italià de Niccolò Tassi. S'estrenà al Teatro San Moisè de Venècia el 1763.
A Catalunya s'estrenà el 1764 al Teatre de la Santa Creu de Barcelona.